# Tour de Omã de 2019
A 10.ª edição do Tour de Omã disputou-se entre 16 e 21 de fevereiro de 2019 em território omani com início na cidade de Al Sawadi e final em Corniche de Matrah. A corrida consistiu de um total de seis etapas e percorreu uma distância de 906 quilómetros.
A corrida fez parte do UCI Asia Tour de 2019 baixo a categoria 2.hc. O vencedor final foi o cazaque Alexey Lutsenko do Astana seguido do italiano Domenico Pozzovivo do Bahrain Merida e o espanhol Jesús Herrada do Cofidis, Solutions Crédits.

## Equipas participantes
Tomaram parte na corrida 18 equipas: 7 de categoria UCI ProTeam e 11 de categoria Profissional Continental,quem conformaram um pelotão de 126 ciclistas dos quais terminaram 116:
| Equipes WorldTeam (7)- AG2R La Mondiale - Astana - Bahrain-Merida - CCC Team - Dimension Data - Katusha-Alpecin - UAE Team Emirates Equipes profissionais Continentais (11)- Arkéa-Samsic - Cofidis, Solutions Crédits - Delko-Marseille Provence - Direct Énergie - Euskadi Basque Country-Murias - Rally UHC Cycling - Roompot-Charles - Sport Vlaanderen-Baloise - Vital Concept-B&B Hotels - Wallonie Bruxelles - Wanty-Groupe Gobert |
| |

## Percorrido
| Etapa | Data    | Percurso                                     | type            | Distância (km) | Vencedor           | Líder geral        |
| ----- | ------- | -------------------------------------------- | --------------- | -------------- | ------------------ | ------------------ |
| 1     | 16 fev. | Al Sawadi Beach – Soar                       | etapa plana     | 138,5          | Alexander Kristoff | Alexander Kristoff |
| 2     | 17 fev. | Al-Seeb – Al Bustan                          | etapa escarpada | 156,5          | Alexey Lutsenko    | Alexander Kristoff |
| 3     | 18 fev. | Shati Al-Qurm – Curiate                      | etapa escarpada | 192,5          | Alexey Lutsenko    | Alexey Lutsenko    |
| 4     | 19 fev. | Yiti – Oman Convention and Exhibition Centre | etapa escarpada | 131            | Sonny Colbrelli    | Alexey Lutsenko    |
| 5     | 20 fev. | Samail – Al Jabal al Akhḑar                  | média montanha  | 152            | Alexey Lutsenko    | Alexey Lutsenko    |
| 6     | 21 fev. | Mascate – Matrah Corniche                    | etapa plana     | 135,5          | Giacomo Nizzolo    | Alexey Lutsenko    |

## Desenvolvimento da corrida

### 1.ª etapa
| Al Sawadi Beach - Soar | etapa plana | (138,5 km) |

| \| Classificação por etapas \| Classificação por etapas \| Classificação por etapas \| Classificação por etapas \| Classificação por etapas \| \| Ciclista \| Ciclista \| Equipe \| Tempo \| \| \| ------------------------ \| ------------------------ \| ----------------------------- \| ------------------------ \| ------------------------ \| \| 1. \| Alexander Kristoff \| UAE Team Emirates \| 2h54m50s \| \| \| 2. \| Bryan Coquard \| Vital Concept-B&B Hotels \| + 0s \| \| \| 3. \| Nacer Bouhanni \| Cofidis, Solutions Crédits \| + 0s \| \| \| 4. \| Giacomo Nizzolo \| Dimension Data \| + 0s \| \| \| 5. \| Niccolò Bonifazio \| Direct Énergie \| + 0s \| \| \| 6. \| Mikel Aristi \| Euskadi Basque Country-Murias \| + 0s \| \| \| 7. \| Boy van Poppel \| Roompot-Charles \| + 0s \| \| \| 8. \| Davide Ballerini \| Astana \| + 0s \| \| \| 9. \| Amaury Capiot \| Sport Vlaanderen-Baloise \| + 0s \| \| \| 10. \| Emīls Liepiņš \| Wallonie Bruxelles \| + 0s \| \| |                    |                               |          |
| |                    |                               |          |
| Fonte: ProCyclingStats |                    |                               |          |
| Classificação por etapas |                    |                               |          |
| Ciclista | Ciclista           | Equipe                        | Tempo    |
| 1. | Alexander Kristoff | UAE Team Emirates             | 2h54m50s |
| 2. | Bryan Coquard      | Vital Concept-B&B Hotels      | + 0s     |
| 3. | Nacer Bouhanni     | Cofidis, Solutions Crédits    | + 0s     |
| 4. | Giacomo Nizzolo    | Dimension Data                | + 0s     |
| 5. | Niccolò Bonifazio  | Direct Énergie                | + 0s     |
| 6. | Mikel Aristi       | Euskadi Basque Country-Murias | + 0s     |
| 7. | Boy van Poppel     | Roompot-Charles               | + 0s     |
| 8. | Davide Ballerini   | Astana                        | + 0s     |
| 9. | Amaury Capiot      | Sport Vlaanderen-Baloise      | + 0s     |
| 10. | Emīls Liepiņš      | Wallonie Bruxelles            | + 0s     |

| \| Classificação geral \| Classificação geral \| Classificação geral \| Classificação geral \| Classificação geral \| \| Ciclista \| Ciclista \| Equipe \| Tempo \| \| \| ------------------- \| ------------------- \| ----------------------------- \| ------------------- \| ------------------- \| \| 1. \| Alexander Kristoff \| UAE Team Emirates \| 2h54m40s \| \| \| 2. \| Bryan Coquard \| Vital Concept-B&B Hotels \| + 4s \| \| \| 3. \| Michael Schär \| CCC Team \| + 5s \| \| \| 4. \| Nacer Bouhanni \| Cofidis, Solutions Crédits \| + 6s \| \| \| 5. \| Giacomo Nizzolo \| Dimension Data \| + 10s \| \| \| 6. \| Niccolò Bonifazio \| Direct Énergie \| + 10s \| \| \| 7. \| Mikel Aristi \| Euskadi Basque Country-Murias \| + 10s \| \| \| 8. \| Boy van Poppel \| Roompot-Charles \| + 10s \| \| \| 9. \| Davide Ballerini \| Astana \| + 10s \| \| \| 10. \| Amaury Capiot \| Sport Vlaanderen-Baloise \| + 10s \| \| |                    |                               |          |
| |                    |                               |          |
| Fonte: ProCyclingStats |                    |                               |          |
| Classificação geral |                    |                               |          |
| Ciclista | Ciclista           | Equipe                        | Tempo    |
| 1. | Alexander Kristoff | UAE Team Emirates             | 2h54m40s |
| 2. | Bryan Coquard      | Vital Concept-B&B Hotels      | + 4s     |
| 3. | Michael Schär      | CCC Team                      | + 5s     |
| 4. | Nacer Bouhanni     | Cofidis, Solutions Crédits    | + 6s     |
| 5. | Giacomo Nizzolo    | Dimension Data                | + 10s    |
| 6. | Niccolò Bonifazio  | Direct Énergie                | + 10s    |
| 7. | Mikel Aristi       | Euskadi Basque Country-Murias | + 10s    |
| 8. | Boy van Poppel     | Roompot-Charles               | + 10s    |
| 9. | Davide Ballerini   | Astana                        | + 10s    |
| 10. | Amaury Capiot      | Sport Vlaanderen-Baloise      | + 10s    |

### 2.ª etapa
| Al-Seeb - Al Bustan | etapa escarpada | (156,5 km) |

| \| Classificação por etapas \| Classificação por etapas \| Classificação por etapas \| Classificação por etapas \| Classificação por etapas \| \| Ciclista \| Ciclista \| Equipe \| Tempo \| \| \| ------------------------ \| ------------------------ \| ------------------------ \| ------------------------ \| ------------------------ \| \| 1. \| Alexey Lutsenko \| Astana \| 4h07m19s \| \| \| 2. \| Alexander Kristoff \| UAE Team Emirates \| + 3s \| \| \| 3. \| Ryan Gibbons \| Dimension Data \| + 3s \| \| \| 4. \| Iuri Filosi \| Delko Marseille Provence \| + 3s \| \| \| 5. \| Oliver Naesen \| AG2R La Mondiale \| + 3s \| \| \| 6. \| Sonny Colbrelli \| Bahrain-Merida \| + 3s \| \| \| 7. \| Enrico Battaglin \| Katusha-Alpecin \| + 3s \| \| \| 8. \| Benjamin Declercq \| Sport Vlaanderen-Baloise \| + 3s \| \| \| 9. \| Clément Venturini \| AG2R La Mondiale \| + 3s \| \| \| 10. \| Magnus Cort \| Astana \| + 3s \| \| |                    |                          |          |
| |                    |                          |          |
| Fonte: ProCyclingStats |                    |                          |          |
| Classificação por etapas |                    |                          |          |
| Ciclista | Ciclista           | Equipe                   | Tempo    |
| 1. | Alexey Lutsenko    | Astana                   | 4h07m19s |
| 2. | Alexander Kristoff | UAE Team Emirates        | + 3s     |
| 3. | Ryan Gibbons       | Dimension Data           | + 3s     |
| 4. | Iuri Filosi        | Delko Marseille Provence | + 3s     |
| 5. | Oliver Naesen      | AG2R La Mondiale         | + 3s     |
| 6. | Sonny Colbrelli    | Bahrain-Merida           | + 3s     |
| 7. | Enrico Battaglin   | Katusha-Alpecin          | + 3s     |
| 8. | Benjamin Declercq  | Sport Vlaanderen-Baloise | + 3s     |
| 9. | Clément Venturini  | AG2R La Mondiale         | + 3s     |
| 10. | Magnus Cort        | Astana                   | + 3s     |

| \| Classificação geral \| Classificação geral \| Classificação geral \| Classificação geral \| Classificação geral \| \| Ciclista \| Ciclista \| Equipe \| Tempo \| \| \| ------------------- \| ------------------- \| ------------------------ \| ------------------- \| ------------------- \| \| 1. \| Alexander Kristoff \| UAE Team Emirates \| 7h01m56s \| \| \| 2. \| Alexey Lutsenko \| Astana \| + 3s \| \| \| 3. \| Ryan Gibbons \| Dimension Data \| + 12s \| \| \| 4. \| Clément Venturini \| AG2R La Mondiale \| + 16s \| \| \| 5. \| Iuri Filosi \| Delko Marseille Provence \| + 16s \| \| \| 6. \| Magnus Cort \| Astana \| + 16s \| \| \| 7. \| Greg Van Avermaet \| CCC Team \| + 16s \| \| \| 8. \| Sven Erik Bystrøm \| UAE Team Emirates \| + 16s \| \| \| 9. \| Élie Gesbert \| Arkéa-Samsic \| + 16s \| \| \| 10. \| Rui Costa \| UAE Team Emirates \| + 16s \| \| |                    |                          |          |
| |                    |                          |          |
| Fonte: ProCyclingStats |                    |                          |          |
| Classificação geral |                    |                          |          |
| Ciclista | Ciclista           | Equipe                   | Tempo    |
| 1. | Alexander Kristoff | UAE Team Emirates        | 7h01m56s |
| 2. | Alexey Lutsenko    | Astana                   | + 3s     |
| 3. | Ryan Gibbons       | Dimension Data           | + 12s    |
| 4. | Clément Venturini  | AG2R La Mondiale         | + 16s    |
| 5. | Iuri Filosi        | Delko Marseille Provence | + 16s    |
| 6. | Magnus Cort        | Astana                   | + 16s    |
| 7. | Greg Van Avermaet  | CCC Team                 | + 16s    |
| 8. | Sven Erik Bystrøm  | UAE Team Emirates        | + 16s    |
| 9. | Élie Gesbert       | Arkéa-Samsic             | + 16s    |
| 10. | Rui Costa          | UAE Team Emirates        | + 16s    |

### 3.ª etapa
| Shati Al-Qurm - Curiate | etapa escarpada | (192,5 km) |

| \| Classificação por etapas \| Classificação por etapas \| Classificação por etapas \| Classificação por etapas \| Classificação por etapas \| \| Ciclista \| Ciclista \| Equipe \| Tempo \| \| \| ------------------------ \| ------------------------ \| -------------------------- \| ------------------------ \| ------------------------ \| \| 1. \| Alexey Lutsenko \| Astana \| 4h35m48s \| \| \| 2. \| Jesús Herrada \| Cofidis, Solutions Crédits \| + 1s \| \| \| 3. \| Greg Van Avermaet \| CCC Team \| + 1s \| \| \| 4. \| Rui Costa \| UAE Team Emirates \| + 1s \| \| \| 5. \| Domenico Pozzovivo \| Bahrain-Merida \| + 4s \| \| \| 6. \| Eliot Lietaer \| Wallonie Bruxelles \| + 6s \| \| \| 7. \| Oliver Naesen \| AG2R La Mondiale \| + 11s \| \| \| 8. \| Quentin Pacher \| Vital Concept-B&B Hotels \| + 11s \| \| \| 9. \| Élie Gesbert \| Arkéa-Samsic \| + 11s \| \| \| 10. \| Ryan Gibbons \| Dimension Data \| + 11s \| \| |                    |                            |          |
| |                    |                            |          |
| Fonte: ProCyclingStats |                    |                            |          |
| Classificação por etapas |                    |                            |          |
| Ciclista | Ciclista           | Equipe                     | Tempo    |
| 1. | Alexey Lutsenko    | Astana                     | 4h35m48s |
| 2. | Jesús Herrada      | Cofidis, Solutions Crédits | + 1s     |
| 3. | Greg Van Avermaet  | CCC Team                   | + 1s     |
| 4. | Rui Costa          | UAE Team Emirates          | + 1s     |
| 5. | Domenico Pozzovivo | Bahrain-Merida             | + 4s     |
| 6. | Eliot Lietaer      | Wallonie Bruxelles         | + 6s     |
| 7. | Oliver Naesen      | AG2R La Mondiale           | + 11s    |
| 8. | Quentin Pacher     | Vital Concept-B&B Hotels   | + 11s    |
| 9. | Élie Gesbert       | Arkéa-Samsic               | + 11s    |
| 10. | Ryan Gibbons       | Dimension Data             | + 11s    |

| \| Classificação geral \| Classificação geral \| Classificação geral \| Classificação geral \| Classificação geral \| \| Ciclista \| Ciclista \| Equipe \| Tempo \| \| \| ------------------- \| ------------------- \| -------------------------- \| ------------------- \| ------------------- \| \| 1. \| Alexey Lutsenko \| Astana \| 11h37m37s \| \| \| 2. \| Jesús Herrada \| Cofidis, Solutions Crédits \| + 18s \| \| \| 3. \| Greg Van Avermaet \| CCC Team \| + 20s \| \| \| 4. \| Rui Costa \| UAE Team Emirates \| + 24s \| \| \| 5. \| Domenico Pozzovivo \| Bahrain-Merida \| + 27s \| \| \| 6. \| Eliot Lietaer \| Wallonie Bruxelles \| + 29s \| \| \| 7. \| Ryan Gibbons \| Dimension Data \| + 30s \| \| \| 8. \| Élie Gesbert \| Arkéa-Samsic \| + 34s \| \| \| 9. \| Quentin Pacher \| Vital Concept-B&B Hotels \| + 34s \| \| \| 10. \| Oliver Naesen \| AG2R La Mondiale \| + 34s \| \| |                    |                            |           |
| |                    |                            |           |
| Fonte: ProCyclingStats |                    |                            |           |
| Classificação geral |                    |                            |           |
| Ciclista | Ciclista           | Equipe                     | Tempo     |
| 1. | Alexey Lutsenko    | Astana                     | 11h37m37s |
| 2. | Jesús Herrada      | Cofidis, Solutions Crédits | + 18s     |
| 3. | Greg Van Avermaet  | CCC Team                   | + 20s     |
| 4. | Rui Costa          | UAE Team Emirates          | + 24s     |
| 5. | Domenico Pozzovivo | Bahrain-Merida             | + 27s     |
| 6. | Eliot Lietaer      | Wallonie Bruxelles         | + 29s     |
| 7. | Ryan Gibbons       | Dimension Data             | + 30s     |
| 8. | Élie Gesbert       | Arkéa-Samsic               | + 34s     |
| 9. | Quentin Pacher     | Vital Concept-B&B Hotels   | + 34s     |
| 10. | Oliver Naesen      | AG2R La Mondiale           | + 34s     |

### 4.ª etapa
| Yiti - Oman Convention and Exhibition Centre | etapa escarpada | (131 km) |

| \| Classificação por etapas \| Classificação por etapas \| Classificação por etapas \| Classificação por etapas \| Classificação por etapas \| \| Ciclista \| Ciclista \| Equipe \| Tempo \| \| \| ------------------------ \| ------------------------ \| -------------------------- \| ------------------------ \| ------------------------ \| \| 1. \| Sonny Colbrelli \| Bahrain-Merida \| 3h17m09s \| \| \| 2. \| Greg Van Avermaet \| CCC Team \| + 0s \| \| \| 3. \| Clément Venturini \| AG2R La Mondiale \| + 0s \| \| \| 4. \| Ryan Gibbons \| Dimension Data \| + 0s \| \| \| 5. \| Alexander Kristoff \| UAE Team Emirates \| + 0s \| \| \| 6. \| Benjamin Declercq \| Sport Vlaanderen-Baloise \| + 0s \| \| \| 7. \| Iuri Filosi \| Delko Marseille Provence \| + 0s \| \| \| 8. \| Baptiste Planckaert \| Wallonie Bruxelles \| + 0s \| \| \| 9. \| Milan Menten \| Sport Vlaanderen-Baloise \| + 0s \| \| \| 10. \| Jesús Herrada \| Cofidis, Solutions Crédits \| + 0s \| \| |                     |                            |          |
| |                     |                            |          |
| Fonte: ProCyclingStats |                     |                            |          |
| Classificação por etapas |                     |                            |          |
| Ciclista | Ciclista            | Equipe                     | Tempo    |
| 1. | Sonny Colbrelli     | Bahrain-Merida             | 3h17m09s |
| 2. | Greg Van Avermaet   | CCC Team                   | + 0s     |
| 3. | Clément Venturini   | AG2R La Mondiale           | + 0s     |
| 4. | Ryan Gibbons        | Dimension Data             | + 0s     |
| 5. | Alexander Kristoff  | UAE Team Emirates          | + 0s     |
| 6. | Benjamin Declercq   | Sport Vlaanderen-Baloise   | + 0s     |
| 7. | Iuri Filosi         | Delko Marseille Provence   | + 0s     |
| 8. | Baptiste Planckaert | Wallonie Bruxelles         | + 0s     |
| 9. | Milan Menten        | Sport Vlaanderen-Baloise   | + 0s     |
| 10. | Jesús Herrada       | Cofidis, Solutions Crédits | + 0s     |

| \| Classificação geral \| Classificação geral \| Classificação geral \| Classificação geral \| Classificação geral \| \| Ciclista \| Ciclista \| Equipe \| Tempo \| \| \| ------------------- \| ------------------- \| -------------------------- \| ------------------- \| ------------------- \| \| 1. \| Alexey Lutsenko \| Astana \| 14h54m46s \| \| \| 2. \| Greg Van Avermaet \| CCC Team \| + 14s \| \| \| 3. \| Jesús Herrada \| Cofidis, Solutions Crédits \| + 18s \| \| \| 4. \| Rui Costa \| UAE Team Emirates \| + 24s \| \| \| 5. \| Domenico Pozzovivo \| Bahrain-Merida \| + 27s \| \| \| 6. \| Eliot Lietaer \| Wallonie Bruxelles \| + 29s \| \| \| 7. \| Ryan Gibbons \| Dimension Data \| + 30s \| \| \| 8. \| Élie Gesbert \| Arkéa-Samsic \| + 34s \| \| \| 9. \| Quentin Pacher \| Vital Concept-B&B Hotels \| + 34s \| \| \| 10. \| Oliver Naesen \| AG2R La Mondiale \| + 34s \| \| |                    |                            |           |
| |                    |                            |           |
| Fonte: ProCyclingStats |                    |                            |           |
| Classificação geral |                    |                            |           |
| Ciclista | Ciclista           | Equipe                     | Tempo     |
| 1. | Alexey Lutsenko    | Astana                     | 14h54m46s |
| 2. | Greg Van Avermaet  | CCC Team                   | + 14s     |
| 3. | Jesús Herrada      | Cofidis, Solutions Crédits | + 18s     |
| 4. | Rui Costa          | UAE Team Emirates          | + 24s     |
| 5. | Domenico Pozzovivo | Bahrain-Merida             | + 27s     |
| 6. | Eliot Lietaer      | Wallonie Bruxelles         | + 29s     |
| 7. | Ryan Gibbons       | Dimension Data             | + 30s     |
| 8. | Élie Gesbert       | Arkéa-Samsic               | + 34s     |
| 9. | Quentin Pacher     | Vital Concept-B&B Hotels   | + 34s     |
| 10. | Oliver Naesen      | AG2R La Mondiale           | + 34s     |

### 5.ª etapa
| Samail - Al Jabal al Akhḑar | média montanha | (152 km) |

| \| Classificação por etapas \| Classificação por etapas \| Classificação por etapas \| Classificação por etapas \| Classificação por etapas \| \| Ciclista \| Ciclista \| Equipe \| Tempo \| \| \| ------------------------ \| ------------------------ \| -------------------------- \| ------------------------ \| ------------------------ \| \| 1. \| Alexey Lutsenko \| Astana \| 3h44m03s \| \| \| 2. \| Fabien Grellier \| Direct Énergie \| + 7s \| \| \| 3. \| Domenico Pozzovivo \| Bahrain-Merida \| + 11s \| \| \| 4. \| Rui Costa \| UAE Team Emirates \| + 19s \| \| \| 5. \| Élie Gesbert \| Arkéa-Samsic \| + 19s \| \| \| 6. \| Jesús Herrada \| Cofidis, Solutions Crédits \| + 19s \| \| \| 7. \| Jan Polanc \| UAE Team Emirates \| + 23s \| \| \| 8. \| Fabien Doubey \| Wanty-Gobert \| + 30s \| \| \| 9. \| Mathias Frank \| AG2R La Mondiale \| + 39s \| \| \| 10. \| Matteo Fabbro \| Katusha-Alpecin \| + 44s \| \| |                    |                            |          |
| |                    |                            |          |
| Fonte: ProCyclingStats |                    |                            |          |
| Classificação por etapas |                    |                            |          |
| Ciclista | Ciclista           | Equipe                     | Tempo    |
| 1. | Alexey Lutsenko    | Astana                     | 3h44m03s |
| 2. | Fabien Grellier    | Direct Énergie             | + 7s     |
| 3. | Domenico Pozzovivo | Bahrain-Merida             | + 11s    |
| 4. | Rui Costa          | UAE Team Emirates          | + 19s    |
| 5. | Élie Gesbert       | Arkéa-Samsic               | + 19s    |
| 6. | Jesús Herrada      | Cofidis, Solutions Crédits | + 19s    |
| 7. | Jan Polanc         | UAE Team Emirates          | + 23s    |
| 8. | Fabien Doubey      | Wanty-Gobert               | + 30s    |
| 9. | Mathias Frank      | AG2R La Mondiale           | + 39s    |
| 10. | Matteo Fabbro      | Katusha-Alpecin            | + 44s    |

| \| Classificação geral \| Classificação geral \| Classificação geral \| Classificação geral \| Classificação geral \| \| Ciclista \| Ciclista \| Equipe \| Tempo \| \| \| ------------------- \| ------------------- \| -------------------------- \| ------------------- \| ------------------- \| \| 1. \| Alexey Lutsenko \| Astana \| 18h38m39s \| \| \| 2. \| Domenico Pozzovivo \| Bahrain-Merida \| + 44s \| \| \| 3. \| Jesús Herrada \| Cofidis, Solutions Crédits \| + 47s \| \| \| 4. \| Rui Costa \| UAE Team Emirates \| + 53s \| \| \| 5. \| Élie Gesbert \| Arkéa-Samsic \| + 1m03s \| \| \| 6. \| Jan Polanc \| UAE Team Emirates \| + 1m14s \| \| \| 7. \| Eliot Lietaer \| Wallonie Bruxelles \| + 1m25s \| \| \| 8. \| Fabien Doubey \| Wanty-Gobert \| + 1m31s \| \| \| 9. \| Brandon McNulty \| Rally UHC Cycling \| + 1m43s \| \| \| 10. \| Quentin Pacher \| Vital Concept-B&B Hotels \| + 1m51s \| \| |                    |                            |           |
| |                    |                            |           |
| Fonte: ProCyclingStats |                    |                            |           |
| Classificação geral |                    |                            |           |
| Ciclista | Ciclista           | Equipe                     | Tempo     |
| 1. | Alexey Lutsenko    | Astana                     | 18h38m39s |
| 2. | Domenico Pozzovivo | Bahrain-Merida             | + 44s     |
| 3. | Jesús Herrada      | Cofidis, Solutions Crédits | + 47s     |
| 4. | Rui Costa          | UAE Team Emirates          | + 53s     |
| 5. | Élie Gesbert       | Arkéa-Samsic               | + 1m03s   |
| 6. | Jan Polanc         | UAE Team Emirates          | + 1m14s   |
| 7. | Eliot Lietaer      | Wallonie Bruxelles         | + 1m25s   |
| 8. | Fabien Doubey      | Wanty-Gobert               | + 1m31s   |
| 9. | Brandon McNulty    | Rally UHC Cycling          | + 1m43s   |
| 10. | Quentin Pacher     | Vital Concept-B&B Hotels   | + 1m51s   |

### 6.ª etapa
| Mascate - Matrah Corniche | etapa plana | (135,5 km) |

| \| Classificação por etapas \| Classificação por etapas \| Classificação por etapas \| Classificação por etapas \| Classificação por etapas \| \| Ciclista \| Ciclista \| Equipe \| Tempo \| \| \| ------------------------ \| ------------------------ \| ------------------------ \| ------------------------ \| ------------------------ \| \| 1. \| Giacomo Nizzolo \| Dimension Data \| 3h07m12s \| \| \| 2. \| Sonny Colbrelli \| Bahrain-Merida \| + 0s \| \| \| 3. \| Davide Ballerini \| Astana \| + 0s \| \| \| 4. \| Clément Venturini \| AG2R La Mondiale \| + 0s \| \| \| 5. \| Ryan Gibbons \| Dimension Data \| + 0s \| \| \| 6. \| Boris Vallée \| Wanty-Gobert \| + 0s \| \| \| 7. \| Reto Hollenstein \| Katusha-Alpecin \| + 0s \| \| \| 8. \| Amaury Capiot \| Sport Vlaanderen-Baloise \| + 0s \| \| \| 9. \| Bryan Coquard \| Vital Concept-B&B Hotels \| + 0s \| \| \| 10. \| Sven Erik Bystrøm \| UAE Team Emirates \| + 0s \| \| |                   |                          |          |
| |                   |                          |          |
| Fonte: ProCyclingStats |                   |                          |          |
| Classificação por etapas |                   |                          |          |
| Ciclista | Ciclista          | Equipe                   | Tempo    |
| 1. | Giacomo Nizzolo   | Dimension Data           | 3h07m12s |
| 2. | Sonny Colbrelli   | Bahrain-Merida           | + 0s     |
| 3. | Davide Ballerini  | Astana                   | + 0s     |
| 4. | Clément Venturini | AG2R La Mondiale         | + 0s     |
| 5. | Ryan Gibbons      | Dimension Data           | + 0s     |
| 6. | Boris Vallée      | Wanty-Gobert             | + 0s     |
| 7. | Reto Hollenstein  | Katusha-Alpecin          | + 0s     |
| 8. | Amaury Capiot     | Sport Vlaanderen-Baloise | + 0s     |
| 9. | Bryan Coquard     | Vital Concept-B&B Hotels | + 0s     |
| 10. | Sven Erik Bystrøm | UAE Team Emirates        | + 0s     |

## Classificações finais
- As classificações finalizaram da seguinte forma:[2]

### Classificação geral
| \| Classificação geral \| Classificação geral \| Classificação geral \| Classificação geral \| Classificação geral \| \| Ciclista \| Ciclista \| Equipe \| Tempo \| \| \| ------------------- \| ------------------- \| -------------------------- \| ------------------- \| ------------------- \| \| 1. \| Alexey Lutsenko \| Astana \| 21h45m51s \| \| \| 2. \| Domenico Pozzovivo \| Bahrain-Merida \| + 44s \| \| \| 3. \| Jesús Herrada \| Cofidis, Solutions Crédits \| + 47s \| \| \| 4. \| Rui Costa \| UAE Team Emirates \| + 53s \| \| \| 5. \| Élie Gesbert \| Arkéa-Samsic \| + 1m03s \| \| \| 6. \| Jan Polanc \| UAE Team Emirates \| + 1m14s \| \| \| 7. \| Eliot Lietaer \| Wallonie Bruxelles \| + 1m25s \| \| \| 8. \| Fabien Doubey \| Wanty-Gobert \| + 1m31s \| \| \| 9. \| Brandon McNulty \| Rally UHC Cycling \| + 1m43s \| \| \| 10. \| Quentin Pacher \| Vital Concept-B&B Hotels \| + 1m51s \| \| |                    |                            |           |
| |                    |                            |           |
| Fonte: ProCyclingStats |                    |                            |           |
| Classificação geral |                    |                            |           |
| Ciclista | Ciclista           | Equipe                     | Tempo     |
| 1. | Alexey Lutsenko    | Astana                     | 21h45m51s |
| 2. | Domenico Pozzovivo | Bahrain-Merida             | + 44s     |
| 3. | Jesús Herrada      | Cofidis, Solutions Crédits | + 47s     |
| 4. | Rui Costa          | UAE Team Emirates          | + 53s     |
| 5. | Élie Gesbert       | Arkéa-Samsic               | + 1m03s   |
| 6. | Jan Polanc         | UAE Team Emirates          | + 1m14s   |
| 7. | Eliot Lietaer      | Wallonie Bruxelles         | + 1m25s   |
| 8. | Fabien Doubey      | Wanty-Gobert               | + 1m31s   |
| 9. | Brandon McNulty    | Rally UHC Cycling          | + 1m43s   |
| 10. | Quentin Pacher     | Vital Concept-B&B Hotels   | + 1m51s   |

### Classificação por pontos
| Classificação por pontos | Classificação por pontos | Classificação por pontos   | Classificação por pontos | Classificação por pontos |
| Ciclista                 | Ciclista                 | Equipe                     | Pontos                   |                          |
| ------------------------ | ------------------------ | -------------------------- | ------------------------ | ------------------------ |
| 1.                       | Alexey Lutsenko          | Astana                     | 45 pts                   |                          |
| 2.                       | Sonny Colbrelli          | Bahrain-Merida             | 32 pts                   |                          |
| 3.                       | Ryan Gibbons             | Dimension Data             | 23 pts                   |                          |
| 4.                       | Giacomo Nizzolo          | Dimension Data             | 22 pts                   |                          |
| 5.                       | Greg Van Avermaet        | CCC Team                   | 21 pts                   |                          |
| 6.                       | Jesús Herrada            | Cofidis, Solutions Crédits | 18 pts                   |                          |
| 7.                       | Clément Venturini        | AG2R La Mondiale           | 18 pts                   |                          |
| 8.                       | Domenico Pozzovivo       | Bahrain-Merida             | 15 pts                   |                          |
| 9.                       | Rui Costa                | UAE Team Emirates          | 14 pts                   |                          |
| 10.                      | Bryan Coquard            | Vital Concept-B&B Hotels   | 14 pts                   |                          |

### Classificação dos jovens
| Classificação dos jovens | Classificação dos jovens | Classificação dos jovens | Classificação dos jovens | Classificação dos jovens |
| Ciclista                 | Ciclista                 | Equipe                   | Tempo                    |                          |
| ------------------------ | ------------------------ | ------------------------ | ------------------------ | ------------------------ |
| 1.                       | Élie Gesbert             | Arkéa-Samsic             | 21h46m54s                |                          |
| 2.                       | Brandon McNulty          | Rally UHC Cycling        | + 40s                    |                          |
| 3.                       | Steff Cras               | Katusha-Alpecin          | + 50s                    |                          |
| 4.                       | Matteo Fabbro            | Katusha-Alpecin          | + 57s                    |                          |
| 5.                       | Ryan Gibbons             | Dimension Data           | + 1m20s                  |                          |
| 6.                       | Benjamin Declercq        | Sport Vlaanderen-Baloise | + 2m32s                  |                          |
| 7.                       | Julien Mortier           | Wallonie Bruxelles       | + 7m49s                  |                          |
| 8.                       | Patrick Müller           | Vital Concept-B&B Hotels | + 11m11s                 |                          |
| 9.                       | Milan Menten             | Sport Vlaanderen-Baloise | + 13m51s                 |                          |
| 10.                      | Fabien Grellier          | Direct Énergie           | + 16m33s                 |                          |

### Classificação por equipas
| Classificação por equipes | Classificação por equipes  | Classificação por equipes | Classificação por equipes |
| Equipe                    | Equipe                     | Tempo                     |                           |
| ------------------------- | -------------------------- | ------------------------- | ------------------------- |
| 1.                        | Katusha-Alpecin            | 65h25m36s                 |                           |
| 2.                        | Dimension Data             | + 1m30s                   |                           |
| 3.                        | AG2R La Mondiale           | + 5m17s                   |                           |
| 4.                        | CCC Team                   | + 6m27s                   |                           |
| 5.                        | UAE Team Emirates          | + 8m15s                   |                           |
| 6.                        | Cofidis, Solutions Crédits | + 9m02s                   |                           |
| 7.                        | Bahrain-Merida             | + 10m39s                  |                           |
| 8.                        | Astana                     | + 13m10s                  |                           |
| 9.                        | Roompot-Charles            | + 14m13s                  |                           |
| 10.                       | Wallonie Bruxelles         | + 16m09s                  |                           |

## Evolução das classificações
| Etapa                 | Vencedor              | Classificação geral | Classificação por pontos | Classificação dos jovens | Classificação da combatividad | Classificação por equipas |
| --------------------- | --------------------- | ------------------- | ------------------------ | ------------------------ | ----------------------------- | ------------------------- |
| 1.ª                   | Alexander Kristoff    | Alexander Kristoff  | Alexander Kristoff       | Davide Ballerini         | Michael Schär                 | Astana                    |
| 2.ª                   | Alexey Lutsenko       | Alexander Kristoff  | Alexander Kristoff       | Ryan Gibbons             | Preben van Hecke              | Astana                    |
| 3.ª                   | Alexey Lutsenko       | Alexey Lutsenko     | Alexey Lutsenko          | Ryan Gibbons             | Preben van Hecke              | Dimension Data            |
| 4.ª                   | Sonny Colbrelli       | Alexey Lutsenko     | Alexander Kristoff       | Ryan Gibbons             | Preben van Hecke              | Katusha-Alpecin           |
| 5.ª                   | Alexey Lutsenko       | Alexey Lutsenko     | Alexey Lutsenko          | Élie Gesbert             | Preben van Hecke              | Katusha-Alpecin           |
| 6.ª                   | Giacomo Nizzolo       | Alexey Lutsenko     | Alexey Lutsenko          | Élie Gesbert             | Preben van Hecke              | Katusha-Alpecin           |
| Classificações finais | Classificações finais | Alexey Lutsenko     | Alexey Lutsenko          | Élie Gesbert             | Preben van Hecke              | Katusha-Alpecin           |

## UCI World Ranking
O Tour de Omã outorgou pontos para o UCI World Ranking para corredores das equipas nas categorias UCI WorldTeam, Profissional Continental e Equipas Continentais. As seguintes tabelas são o barómetro de pontuação e os 10 corredores que obtiveram mais pontos:
| Posição             | 1.º | 2.º | 3.º | 4.º | 5.º | 6.º | 7.º | 8.º | 9.º | 10.º | 11.º | 12.º | 13.º | 14.º | 15.º | 16.º-30.º | 31.º-40.º |
| Classificação geral | 200 | 150 | 125 | 100 | 85  | 70  | 60  | 50  | 40  | 35   | 30   | 25   | 20   | 15   | 10   | 5         | 3         |
| Por etapa           | 20  | 10  | 5   |     |     |     |     |     |     |      |      |      |      |      |      |           |           |
| Líder               | 5   |     |     |     |     |     |     |     |     |      |      |      |      |      |      |           |           |

| Classificação |                    |                            |       |       |       |       |
| Posição       | Ciclista           | Equipa                     | Geral | Etapa | Líder | Total |
| ------------- | ------------------ | -------------------------- | ----- | ----- | ----- | ----- |
| 1.º           | Alexey Lutsenko    | Astana                     | 200   | 60    | 15    | 275   |
| 2.º           | Domenico Pozzovivo | Bahrain Merida             | 150   | 5     | -     | 155   |
| 3.º           | Jesús Herrada      | Cofidis, Solutions Crédits | 125   | 10    | -     | 135   |
| 4.º           | Rui Costa          | UAE Emirates               | 100   | -     | -     | 100   |
| 5.º           | Élie Gesbert       | Arkéa Samsic               | 85    | -     | -     | 85    |
| 6.º           | Jan Polanc         | UAE Emirates               | 70    | -     | -     | 70    |
| 7.º           | Eliot Lietaer      | Wallonie Bruxelles         | 60    | -     | -     | 60    |
| 8.º           | Fabien Doubey      | Wanty-Gobert               | 50    | -     | -     | 50    |
| 9.º           | Brandon McNulty    | Rally UHC                  | 40    | -     | -     | 40    |
| 10.º          | Alexander Kristoff | UAE Emirates               | -     | 30    | 10    | 40    |